# Gare d'Ars-sur-Moselle
La gare d'Ars-sur-Moselle est une gare ferroviaire française de la ligne de Lérouville à Metz-Ville, située sur le territoire de la commune d'Ars-sur-Moselle, dans le département de Moselle, en région Grand Est.
Elle est mise en service en 1850 par la Compagnie du chemin de fer de Paris à Strasbourg qui devient la Compagnie des chemins de fer de l'Est en 1854. C'est une gare de la Société nationale des chemins de fer français (SNCF) desservie par des trains TER Grand Est.

## Situation ferroviaire
Établie à 174 mètres d'altitude, la gare d'Ars-sur-Moselle est située au point kilométrique (PK) 264,967 de la ligne de Lérouville à Metz-Ville, entre les gares de Ancy-sur-Moselle et de Metz-Ville.

## Histoire
La station « d'Ars » est mise en service le 10 juillet 1850 par la Compagnie du chemin de fer de Paris à Strasbourg, lorsqu'elle ouvre à l'exploitation la ligne de Nancy à Metz, par Frouard (ligne de Frouard à la frontière de Prusse), entre les stations de Novéant et Metz.
La gare est fermée au trafic des marchandises le 12 décembre 2004.

## Fréquentation
De 2015 à 2024, selon les estimations de la SNCF, la fréquentation annuelle de la gare s'élève aux nombres indiqués dans le tableau ci-dessous.
| Année     | 2015    | 2016    | 2017    | 2018    | 2019    | 2020   | 2021   | 2022    | 2023    | 2024    |
| --------- | ------- | ------- | ------- | ------- | ------- | ------ | ------ | ------- | ------- | ------- |
| Voyageurs | 137 841 | 121 770 | 113 392 | 102 738 | 108 528 | 74 062 | 91 172 | 102 750 | 109 060 | 120 029 |

## Service des voyageurs

### Accueil
Gare SNCF, elle dispose d'un bâtiment voyageurs, avec guichet, ouvert du lundi au samedi et fermé les dimanches et jours fériés. Elle est équipée d'automates pour l'achat de titres de transport TER. C'est une gare « ACCES TER LORRAINE METROLOR » proposant des aménagements, équipements et services pour les personnes à la mobilité réduite.

### Desserte
Ars-sur-Moselle est desservie par des trains TER Grand Est qui effectuent des missions entre les gares de Nancy-Ville et de Metz-Ville ou de Luxembourg.

### Intermodalité
Un parking pour les véhicules y est aménagé. 
Depuis 2013, la gare est intégrée dans le réseau de transport en commun urbain de Metz-Métropole. L'achat d'un billet de train Ars-sur-Moselle / Metz Ville étant soumis au tarif de la TAMM (transports d'agglomération de Metz-Metropole).

## Patrimoine ferroviaire
Le bâtiment voyageurs est une réalisation de l'architecte Léon Charles Grillot. À l'origine, il était du même type que celui de la gare de Peltre avant que des agrandissements ne transforment ces deux édifices. À Ars-sur-Moselle, cela s'est traduit par la construction de deux ailes asymétriques, plus basses que le bâtiment d'origine dont la façade gagne deux rangées de baies supplémentaires côté rue.